# Jeff Lemire
Pour les articles homonymes, voir Lemire.
Jeff Lemire (né le 21 mars 1976 dans le Comté d'Essex) est un auteur de bande dessinée canadien. Il publie à la fois pour la scène alternative et pour le grand groupe DC Comics, où il est principalement scénariste.

## Biographie
Jeff Lemire est né et a été élevé dans le comté d'Essex, Ontario au Canada près du Lac St.Claire. Lemire a étudié en école de cinéma, mais décida de poursuivre dans le comics quand il réalisa que sa personnalité solitaire ne collait pas avec le métier de réalisateur.

## Prix et récompenses
- 2005 :  Bourse de la Fondation Xeric
- 2008 : Prix Joe Shuster du meilleur auteur pour Essex County t. 1 et 2
- 2008 :  Prix Alex pour Essex County t. 1
- 2008 : Prix Doug Wright du meilleur talent émergent pour Essex County t. 1 et 2
- 2013 : Prix Joe Shuster du meilleur auteur pour Sweet Tooth #29-40 et The Underwater Welder
- 2014 : Prix Joe Shuster du meilleur auteur pour Jack Joseph, soudeur sous-marin
- 2014 : Prix Micheluzzi de la meilleure bande dessinée étrangère pour Essex County
- 2016 : Prix Joe Shuster du meilleur scénariste pour diverses œuvres
- 2017 :  Prix Eisner de la meilleure nouvelle série pour Black Hammer (avec Dean Ormston)
- 2017 : Prix Joe Shuster du meilleur scénariste pour diverses œuvres
- 2018 : Prix Joe Shuster du meilleur auteur pour Roughneck et Royal City no 1-8
- 2019 :  Prix Eisner de la meilleure nouvelle série pour Gideon Falls (avec Andrea Sorrentino)

## Œuvres publiées

### Traductions françaises
- Monsieur Personne, The Nobody, Panini Comics, coll. « Vertigo », 2010.
- Essex County, Futuropolis, 2010.
- Animal Man (scénario), avec divers auteurs, Urban Comics, coll. « DC Renaissance », 4 vol., 2012-2014.
- Rotworld (scénario), avec divers dessinateurs et encreurs, dans Swamp Thing t. 2-3, Urban Comics, coll. « DC Renaissance », 2013-2014.
- Jack Joseph, soudeur sous-marin, Futuropolis, 2013.
- Justice League, t. 5 : La Guerre des Ligues (scénario avec Geoff Johns), avec divers dessinateurs et encreurs, Urban Comics, coll. « DC Renaissance », 2014.
- Green Arrow (scénario), avec Andrea Sorrentino (dessin et encrage), Urban Comics, coll. « DC Renaissance », 2 vol., 2014.
- Canadian Vampire (scénario), avec Ray Fawkes (dessin), dans American Vampire t. 6 : Une virée en enfer, Urban Comics, coll. « Vertigo Classics », 2014.
- Trillium », Urban Comics, coll. « Vertigo Deluxe », 2014.
- Sweet Tooth, Urban Comics, coll. « Vertigo Essentiels », 2015.
- Descender - 1. Étoile de métal, Urban Comics, coll. « Urban Indies », 2016.
- Old man logan All New All Different, Panini Comics, 2017.
- Black Hammer[2], Urban Comics, 2017.
- Gideon Falls[3], Urban Comics, 2018.
- Sherlock Frankenstein et la Ligue du mal[4], Urban Comics, 2018.
- Royal City, Urban Comics, 2018.
- Sentient (scénario), avec Gabriel Walta (dessin), Panini Comics, 2020.
- Le Labyrinthe inachevé, Futuropolis, 2022.

### Documentation
- Olivier Mimran, « Essex County », dBD, no 42,‎ avril 2010, p. 76.